# Коваленко Семен Дмитрович
Семен Дмитрович Ковале́нко (нар. 4 лютого 1924, Миколаїв — пом. 5 квітня 1981, Київ) — український радянський живописець; член Спілки художників України з 1965 року.

## Біографія
Народився 4 лютого 1924року у місті Миколаєві (тепер Україна). 1953 року закінчив Львівський інститут декоративного та прикладного мистецтва, де навчався у Йосипа Бокшая, Василя Любчика, Івана Гуторова. Після здобуття художньої освіти працював художником-декоратором Київської кіностудії художніх фільмів; протягом 1954–1963 років — у Київському товаристві художників.
Жив у Києві, в будинку на вулиці Івана Франка № 20, квартира 16. Помер в Києві 5 квітня 1981 року.

## Творчість
Працював у галузі станкового живопису. Серед робіт:
- «Земляки» (1961);
- «Моржі» (1961);
- «Суботник» (1963, у співавторстві з Юхимом Вайсбургом);
- «Святкування Шевченківського ювілею в Кракові 1914 р.» (1964, у співавторстві з Юхимом Вайсбургом);
- «Шефи приїхали» (1964—1965, у співавторстві з Юхимом Вайсбургом);
- «На високій полонині» (1968);
- «Лісоруби» (1969);
- «Першотравень. 1918 р.» (1970).

Брав участь у всеукраїнських і всесоюзних виставках з 1961 року.